# Il dittatore dello stato libero di Bananas
Il dittatore dello stato libero di Bananas (Bananas) è un film del 1971 diretto e interpretato da Woody Allen.
Terzo film diretto da Allen, fu anche il terzo e ultimo scritto con lo sceneggiatore e amico d'infanzia Mickey Rose e ottenne buoni risultati sia di critica che in termini di incassi.
Nel 2000 l'American Film Institute lo ha inserito al 69º posto tra le cento migliori commedie del cinema statunitense.

## Trama
Fielding Mellish è un giovane nevrotico e imbranato che lavora come collaudatore industriale per una grossa compagnia. Un giorno riceve la visita di Nancy, un'attivista che lo convince a firmare una petizione affinché gli Stati Uniti interrompano i rapporti con lo stato latino-americano di Bananas, caduto sotto la dittatura militare del generale Vargas. Fielding è deciso a fare colpo sulla ragazza e i due iniziano a frequentarsi, fino a quando Nancy decide di interrompere la relazione perché lo ritiene debole e immaturo. Deciso a cambiare vita si reca quindi nel Bananas, dove una volta giunto viene invitato a cena dal nuovo dittatore. Il piano di quest'ultimo è di ucciderlo e far ricadere la colpa sui ribelli guidati da Castrado, ma Fielding scampa miracolosamente al tentativo di omicidio e viene salvato dai rivoluzionari, ai quali è costretto suo malgrado ad unirsi.
Fielding si dimostra tutt'altro che portato per la vita del rivoluzionario, ma quando gli uomini di Castrado riescono a conquistare il palazzo presidenziale quest'ultimo si rivela un dittatore psicopatico e il giovane americano viene nominato nuovo presidente. Tornato negli Stati Uniti sotto mentite spoglie per ottenere un aiuto finanziario per il Bananas, incontra di nuovo Nancy con cui trascorre una notte di passione, prima di venire scoperto e arrestato per attività sovversive. Al termine di un processo surreale, Fielding viene condannato a 15 anni di prigione ma la sentenza viene sospesa dal giudice a condizione che non si trasferisca mai nelle sue vicinanze. Nancy accetta infine la sua proposta di matrimonio e la loro prima notte di nozze viene trasmessa in tv con tanto di telecronaca in diretta.

## Produzione
Nel 1970, grazie al riscontro positivo ottenuto con Prendi i soldi e scappa i produttori Jack Rollins e Charles H. Joffe riuscirono a far avere a Woody Allen un contratto per tre film con la United Artists. Per il primo dei tre, Allen tentò invano di ottenere i diritti per un adattamento del romanzo satirico Don Quixote, U.S.A. di Richard Powell, per cui ripiegò su un suo racconto intitolato Viva Vargas! Excerpts from the Diary of a Revolutionary, scritto un anno prima con Mickey Rose e pubblicato sulla rivista Evergreen Review.
Allen e Rose riadattarono il racconto originale, nel quale uno studente universitario si recava in un piccolo paese dell'America Latina per sposare la causa dei ribelli capeggiati da Emilio Molina Vargas e rovesciare il dittatore Arroyo, facendolo iniziare e terminare a Manhattan e aggiungendo il personaggio di Nancy, la ragione per cui il protagonista del film si reca a Bananas (San Marcos nella versione originale) e che riesce infine a conquistare dopo essere diventato l'involontario "eroe della rivoluzione".
Il titolo di lavorazione El Weirdo venne cambiato in Bananas, che critici e autori videro come un'allusione all'espressione "repubblica delle banane" riferita all'immaginario stato latino-americano del film, così come all'espressione idiomatica anglosassone "to go bananas", ovvero "perdere il controllo, "impazzire". Lo stesso regista mantenne l'ambiguità del titolo durante un'intervista nella quale alla domanda sul perché lo avesse scelto rispose: «Perché nel film non ci sono banane».

### Cast
Per il ruolo del protagonista Woody Allen aveva inizialmente pensato a Robert Morse, conosciuto soprattutto in ambito teatrale e televisivo, ma l'attore rifiutò e Allen decise di interpretarlo lui stesso. Quello di Nancy fu affidato a Louise Lasser, con la quale il regista era stato sposato dal 1966 e dalla quale aveva appena divorziato.
Oltre al cameo di Allen Garfield (nella sequenza onirica che Fielding racconta alla psicanalista), nel film compaiono tre noti cronisti e commentatori sportivi statunitensi: Don Dunphy, Roger Grimsby e Howard Cosell, che commenta la scena iniziale dell'attentato e quella finale della prima notte di nozze di Fielding e Nancy improvvisando come se si trattasse di una telecronaca.
Tra gli altri attori figurano un giovane Sylvester Stallone, che interpreta uno dei due teppisti nella metropolitana, e Charlotte Rae (la madre di Fielding) in seguito apparsa nella serie televisiva Il mio amico Arnold così come altri due attori presenti nel film, Conrad Bain e Mary Jo Catlett.

### Riprese
Le riprese si svolsero dal 4 maggio al 30 luglio 1970. Alcune sequenze furono girate a New York, tra cui quella del sogno di Fielding filmata a Wall Street e quella dei tumulti davanti al Queens Community College che coinvolse 2.000 studenti. La parte ambientata nella città fittizia di San Marcos venne girata a Porto Rico, dove le condizioni dovute al clima tropicale e alla mancanza di organizzazione crearono non pochi problemi alla troupe. Uno riguardò i musicisti ingaggiati per la sequenza della cena nel palazzo presidenziale, che il giorno previsto per le riprese si presentarono senza i loro strumenti andati perduti durante il viaggio. Allen trasformò il contrattempo in una delle tante gag improvvisate, istruendo i musicisti semplicemente a mimare i vari strumenti.
Alcune delle scene girate vennero eliminate nella fase di montaggio, tra cui una in cui le truppe governative travestite da suonatori di rumba sorprendevano i ribelli nella giungla e una in cui un "finto Bob Hope" faceva da esca in modo che gli aerei governativi potessero bombardare i ribelli. Su suggerimento del co-montatore Ralph Rosenblum venne cambiato anche il finale, che in origine vedeva Fielding contestato da manifestanti di colore durante un discorso alla Columbia University e immediatamente riconosciuto come un "fratello" dopo essere riemerso da un'improvvisa esplosione con la faccia annerita.

## Colonna sonora
La colonna sonora venne realizzata dal compositore statunitense Marvin Hamlisch, già autore di quella di Prendi i soldi e scappa, al quale si deve anche l'idea dei colpi di pistola sparati sui titoli di testa sulle note di Quiero la Noche, eseguito dai portoricani Yomo Toro Trio: «Le commedie sono probabilmente il tipo di film più difficile da musicare», ha dichiarato Hamlisch, «la musica non può influenzare le risate, eppure deve supportare tutti i diversi tipi di scene del film. Quando ho avuto l'idea di perforare la sequenza dei titoli di Bananas con i fori di proiettile l'ho comunicata a Woody. È stato molto ricettivo e ha davvero funzionato». Lo stesso brano rappresenta il tema principale del film, durante il quale ricorre in varie forme strumentali fino alla versione in inglese dei titoli di coda, 'Cause I Believe In Loving, questa volta cantata da Jake Holmes.
Nel 2009 la colonna sonora è stata pubblicata in edizione limitata dall'etichetta Kritzerland, insieme a quella di Tutto quello che avreste voluto sapere sul sesso* *ma non avete mai osato chiedere composta da Mundell Lowe.

### Tracce
- Da Il dittatore dello stato libero di Bananas

1. Main Title (Quiero la Noche) – 1:47
2. Hey, Ralph, How Much Is a Copy of "Orgasm"? – 1:46
3. Rocky Subway Ride – 1:41
4. Fielding and the Frozen Dinner – 0:48
5. Fielding and Nancy – 3:41
6. San Marcos/Harp In the Closet/Dinner with El Presidente/Chased – 2:31
7. Fielding the Rebel/Training Camp – 3:19
8. 1500 Dinners to Go/Food and Sex – 2:09
9. Kidnapping Gone Awry – 2:13
10. The CIA, The UJA, The New Ruler/Firing Squad – 2:40
11. Fielding Mellish – El Presidente – 1:03
12. El Presidente and Nancy – 1:08
13. The Wide World of Sports/End Title – 1:55

Tracce bonus
1. Bananas Main Title (film version) – 1:47
2. 'Cause I Believe In Loving (record version) – 2:28
3. 'Cause I Believe In Loving (demo version) – 2:27

## Distribuzione
La première si tenne a New York il 28 aprile 1971 e dal mese successivo il film venne distribuito nelle sale. L'11 luglio dello stesso anno aprì il Festival internazionale del cinema di Taormina.

### Date di uscita
- Stati Uniti (Bananas) – 28 aprile 1971
- Svezia (Bananas) – 19 luglio 1971
- Regno Unito (Bananas) – Agosto 1971
- Italia (Il dittatore dello stato libero di Bananas) – 1º settembre 1971
- Belgio (Bananas) – 9 giugno 1972
- Messico (La locura está de moda) – 15 giugno 1972
- Australia (Bananas) – 28 luglio 1972
- Perù (La locura está de moda) – 7 settembre 1972
- Irlanda (Bananas) – 15 settembre 1972
- Uruguay (La locura está de moda) – 17 maggio 1973
- Spagna (Bananas) – 19 agosto 1974
- Germania Ovest (Bananas) – 30 agosto 1974
- Danimarca (Mig og revolutionen) – 30 agosto 1976
- Paesi Bassi (Bananas) – 17 agosto 1978
- Finlandia (Bananas - minä ja vallankumous) – 29 febbraio 1980

### Home Video
Il film è stato distribuito per la prima volta in DVD il 4 luglio 2000 dalla MGM.

## Accoglienza
(Woody Allen)
Nonostante il commento di Woody Allen, alcuni critici videro nel film un'acuta satira sociale. Il Wall Street Journal scrisse che il regista aveva dipinto le assurdità di sesso e politica, così come della cultura occidentale in generale, portando le «tendenze sociali identificabili nella società odierna» alla loro «inevitabile folle conclusione». Sia il Wall Street Journal che il settimanale New York paragonarono Bananas alla follia surreale dei fratelli Marx e il Los Angeles Herald Examiner descrisse il personaggio di Fielding Mellish come «una persona reale con emozioni disorganizzate e ideali malriposti, un Walter Mitty le cui fantasie sono sempre bloccate a terra».
Dopo la sua distribuzione il film ricevette dalla Catholic Legion of Decency una valutazione "C" (ovvero di "condanna") a causa della scena onirica e della parodia di una pubblicità in cui un prete (l'attore Dan Frazer) suggerisce una marca di sigarette a un comunicando ammiccando alla telecamera con l'indice alzato al cielo «Le fumo io... le fuma "Lui"».

### Incassi
Il film incassò oltre 11 milioni di dollari negli Stati Uniti a fronte di un costo di 2 milioni, un ottimo risultato che convinse la United Artists a distribuire tutti i film diretti da Woody Allen nei successivi 20 anni fino a Ombre e nebbia del 1991.

### Critica
Il sito Rotten Tomatoes riporta l'82% di recensioni professionali con giudizio positivo, mentre il sito Metacritic assegna al film un punteggio di 67 su 100 basato su 7 recensioni.
Il critico Vincent Canby elogiò il film sul New York Times: «La visione del mondo di Allen è piena di tutto eccetto il pathos, ed è una visione che trovo molto divertente... Qualsiasi film che cerchi di mescolare amore, rivoluzione cubana, CIA, madri ebree, J. Edgar Hoover e qualche altro oggetto vario... è destinato ad essere un po' bizzarro e molto gradito».
La rivista Variety scrisse che «Allen e Mickey Rose hanno scritto alcune cose divertenti e Allen, sia come regista che come attore, sa come usarle», mentre più critico fu Stanley Kauffmann che su The New Republic giudicò negativamente il film sul piano di recitazione e regia, anche se nel 1998 ha riconosciuto che «Woody stava imparando a dirigere facendo film. Non c'era uno studente di cinema nel Paese che avrebbe potuto dirigerlo meglio. Era uno scrittore di talento la cui recitazione era rozza».

## Riconoscimenti
- 1971 – Festival internazionale del cinema di Taormina
  - Candidatura per il Cariddi d'oro a Woody Allen
- 1972 – Writers Guild of America Award
  - Candidatura per la miglior sceneggiatura originale di una commedia a Woody Allen e Mickey Rose